# Hălmăgel
Hălmăgel – wieś w Rumunii, w okręgu Arad, w gminie Hălmăgel. W 2011 roku liczyła 475 mieszkańców. 